# Antoni Chmielewski
Antoni Chmielewski (ur. 8 stycznia 1982 w Warszawie) – polski zawodnik mieszanych sztuk walki wagi średniej oraz judoka. Wieloletni zawodnik KSW.

## Przeszłość w judo
Reprezentuje barwy Gwardii Warszawa. Do jego największych sukcesów zalicza się wicemistrzostwo Europy juniorów (Nikozja 2000) i wicemistrzostwo Polski seniorów (Opole 2002) w kategorii 81 kg oraz brązowy medal mistrzostw Polski seniorów (Bielsko-Biała 2008) w kategorii 90 kg.

## Kariera MMA

### Udział w pierwszym polskim turnieju MMA
W mieszanych sztukach walki zadebiutował 25 października 2003 roku, startując w pierwszym oficjalnym turnieju MMA na terenie Polski organizowanym przez Mirosława Oknińskiego. W kategorii -80 kg. wygrał walki eliminacyjne, a w finale, który odbył się 13 grudnia tego samego roku, pokonał Jarosława Golca, zdobywając mistrzostwo Polski w kat. -80 kg.
Tytuł mistrza Polski obronił rok później, poddając zwycięzcę drugich eliminacji Daniela Zawickiego.

### 2004–2013
W 2004 i 2005 roku wygrał turnieje drugiej i trzeciej edycji KSW (dwukrotnie pokonał w finałach Łukasza Jurkowskiego).
7 maja 2005 roku wziął udział w ośmioosobowym turnieju Full Contact Challenge. W finale wygrał z Remigiuszem Rostankowskim.
28 maja 2005 roku na gali MMA Sport 2: Olimp wygrał przez jednogłośną decyzję sędziów z Krzysztofem Kułakiem.
9 maja 2008 roku na KSW 9 wziął udział w ośmioosobowym turnieju. W ćwierćfinale pokonał Japończyka, Yusuke Masuda. W półfinale przegrał z przyszłym zwycięzcą turnieju, Janem Błachowiczem.
8 maja 2010 roku stoczył przegrany pojedynek w Finlandii na gali Cage 13 – Spring Break o pas mistrzowski z zawodnikiem gospodarzy, Marcusem Vanttinenem.
26 listopada 2011 na KSW 17: Zemsta pokonał po dogrywce w walce rewanżowej Anglika, Jamesa Zikica.
12 maja 2012 roku podczas gali KSW 19 przegrał przez techniczny nokaut z Amerykaninem, Mattem Horwichem.
Od 2013 związany z PLMMA, gdzie pokonał m.in. byłego zawodnika Bellator MMA, Niemca, Jonasa Blinstaina.

### Powrót do KSW
5 marca 2016 roku na gali KSW 34: New Order powrócił do KSW, mierząc się z mistrzem WFC, Bułgarem, Swietłozarem Sawowem, którego znokautował po skutecznym sprowadzeniu i ciosach w parterze. Po gali został nagrodzony bonusem za najlepszy Nokaut wieczoru gali.
2 maja 2016 roku podczas magazynu Puncher ogłoszono, że Chmielewski zastąpi Kendalla Grove w walce z byłym mistrzem KSW w wadze średniej, Michałem Materlą na gali KSW 35. 27 maja 2016 przegrał z Materlą przez TKO w 1. rundzie.
14 września 2019 na gali KSW 50 w Londynie, stoczył pożegnalną walkę z Anglikiem, Jasonem Radcliffem. Po trzech zaciętych rundach jednogłośną decyzją sędziowską zwycięstwo odniósł Radcliffe. Chmielewski po walce w wywiadzie u Mateusza Borka oficjalnie ogłosił zakończenie sportowej kariery, jednak jak sam zdradził, zostanie przy roli trenera młodych zawodników.

## Osiągnięcia

### Judo
- 2008: Mistrzostwa Polski seniorów – 3. miejsce w kat. 90 kg
- 2004: Mistrzostwa Polski młodzieży – 2. miejsce w kat 81 kg
- 2003: Mistrzostwa Polski młodzieży – 1. miejsce w kat 81 kg
- 2002: Mistrzostwa Polski seniorów – 2. miejsce w kat. 81 kg
- 2002: Mistrzostwa Polski młodzieży – 1. miejsce w kat. 81 kg
- 2001: Mistrzostwa Polski juniorów – 1. miejsce w kat. 81 kg

- 2000: Mistrzostwa Europy juniorów – 2. miejsce w kat. 81 kg

### Mieszane sztuki walki
- 2008: KSW 9 – półfinalista turnieju
- 2005: Full Contact Challenge – 1. miejsce
- 2005: KSW 3 – 1. miejsce
- 2004: KSW 2– 1. miejsce
- 2003–2004: MMA Polska – mistrz Polski w kat. -80 kg.

## Lista zawodowych walk w MMA
| Wynik     | Bilans | Przeciwnik (bilans przed walką) | Rozstrzygnięcie                            | Runda | Czas | Rozgrywki                             | Data       | Miejsce          | Uwagi                                              |
| --------- | ------ | ------------------------------- | ------------------------------------------ | ----- | ---- | ------------------------------------- | ---------- | ---------------- | -------------------------------------------------- |
| Przegrana | 32-18  | Jason Radcliffe (15-7)          | Decyzja (jednogłośna)                      | 3     | 5:00 | KSW 50: London                        | 14.09.2019 | Londyn           |                                                    |
| Przegrana | 32-17  | Damian Janikowski (1-0)         | TKO (ciosy pięściami w parterze)           | 2     | 2:33 | KSW 41: Mańkowski vs. Soldić          | 23.12.2017 | Katowice         |                                                    |
| Przegrana | 32-16  | Łukasz Bieńkowski (4-1)         | Decyzja (jednogłośna)                      | 3     | 5:00 | KSW 38: Live in Studio                | 07.04.2017 | Sękocin Nowy     |                                                    |
| Przegrana | 32-15  | Michał Materla (22-5)           | TKO (ciosy pięściami)                      | 1     | 4:12 | KSW 35: Khalidov vs. Karaoglu         | 27.05.2016 | Gdańsk           |                                                    |
| Wygrana   | 32-14  | Swietłozar Sawow (15-5)         | TKO (rozbicie i ciosy pięściami)           | 1     | 1:42 | KSW 34: New Order                     | 05.03.2016 | Warszawa         | Bonus za nokaut wieczoru                           |
| Wygrana   | 31-14  | Łukasz Witos (6-3)              | TKO (ciosy pięściami)                      | 1     | 2:20 | PLMMA 62/AFC 6                        | 09.01.2016 | Wyszków          |                                                    |
| Przegrana | 30-14  | Arbi Agujew (27-6)              | TKO (ciosy pięściami)                      | 2     | 3:37 | ACB 26                                | 28.11.2015 | Grozny           |                                                    |
| Wygrana   | 30-13  | Janusz Dylewski (2-15)          | Poddanie (duszenie za pleców)              | 1     | 0:51 | PLMMA 59/AFC 3                        | 23.10.2015 | Legionowo        |                                                    |
| Przegrana | 29-13  | Nikos Sokolis (11-2)            | TKO (ciosy pięściami i łokciami)           | 3     | 2:56 | PLMMA 56                              | 19.06.2015 | Bielsko-Biała    | Pojedynek o pas PLMMA w wadze średniej             |
| Wygrana   | 29-12  | Majkel Pawłowski (2-2)          | Poddanie (dźwignia na staw łokciowy)       | 1     | 1:37 | PLMMA 54                              | 24.04.2015 | Włocławek        |                                                    |
| Wygrana   | 28-12  | Jonas Blinstain (13-3)          | Poddanie (dźwignia na staw łokciowy)       | 1     | 2:23 | PLMMA 46: Wielki Finał                | 27.12.2014 | Częstochowa      |                                                    |
| Wygrana   | 27-12  | Sylwester Borys (5-1)           | Poddanie (duszenie północ-południe)        | 1     | 2:02 | PLMMA 41 Extra                        | 24.10.2014 | Legionowo        |                                                    |
| Przegrana | 26-12  | Piotr Wawrzyniak (5-2)          | Decyzja (jednogłośna)                      | 3     | 5:00 | Pro MMA Challenge – Po prostu walcz ! | 27.06.2014 | Lublin           |                                                    |
| Wygrana   | 26-11  | Arkadiusz Żaba (8-5)            | Poddanie (dźwignia na staw skokowy)        | 1     | 2:24 | PLMMA 31 Extra                        | 12.04.2014 | Koszalin         |                                                    |
| Przegrana | 25-11  | Bartosz Fabiński (6-1)          | TKO (przerwanie przez lekarza – rozcięcie) | 1     | 5:00 | PLMMA 26 Extra                        | 29.12.2013 | Legionowo        |                                                    |
| Wygrana   | 25-10  | Anatolij Safronow (17-20)       | Poddanie (duszenie zza pleców)             | 1     | 1:52 | ProFC 51: Baltic Challenge            | 12.11.2013 | Królewiec        |                                                    |
| Wygrana   | 24-10  | Magomied Mutajew (5-1)          | Decyzja (jednogłośna)                      | 3     | 5:00 | Draka 13                              | 30.08.2013 | Władywostok      |                                                    |
| Przegrana | 23-10  | Faycal Hucin (8-3)              | Poddanie (duszenie trójkątne rękoma)       | 1     | 2:12 | CWFC – Fight Night 8                  | 11.05.2013 | Fujairah         |                                                    |
| Wygrana   | 23-9   | Rusłan Giljazow (1-1)           | Poddanie (duszenie zza pleców)             | 1     | 1:27 | Draka 11                              | 24.11.2012 | Chabarowsk       |                                                    |
| Przegrana | 22-9   | Matt Horwich (27-21-1)          | TKO (ciosy pięściami)                      | 3     | 2:19 | KSW 19: Pudzianowski vs. Sapp         | 12.05.2012 | Łódź             |                                                    |
| Wygrana   | 22-8   | James Zikic (20-8-2)            | Decyzja (jednogłośna)                      | 3     | 3:00 | KSW 17: Zemsta                        | 26.11.2011 | Łódź             |                                                    |
| Przegrana | 21-8   | James Zikic (19-7-2)            | Decyzja (jednogłośna)                      | 3     | 3:00 | KSW 15: Współcześni Gladiatorzy       | 19.03.2011 | Warszawa         |                                                    |
| Wygrana   | 21-7   | Vitor Nóbrega (10-3)            | Decyzja (jednogłośna)                      | 4     | 3:00 | KSW Extra 2: President Cup            | 29.01.2011 | Ełk              |                                                    |
| Wygrana   | 20-7   | Gregory Babene (12-7)           | Decyzja (jednogłośna)                      | 2     | 5:00 | KSW Fight Club                        | 30.09.2010 | Ryn              |                                                    |
| Przegrana | 19-7   | Marcus Vanttinen (13-2)         | Decyzja (jednogłośna)                      | 3     | 5:00 | Cage 13 – Spring Break                | 08.05.2010 | Vantaa           | Pojedynek o pas mistrzowski organizacji Cage       |
| Przegrana | 19-6   | Aleksandar Radosavljevic (8-2)  | TKO (ciosy pięściami)                      | 2     | 3:05 | WFC 10 – Night of Champions           | 27.03.2010 | Lublana          |                                                    |
| Przegrana | 19-5   | Egidijus Valavicius (14-7)      | Decyzja (jednogłośna)                      | 3     | 5:00 | Hell Cage 4                           | 20.09.2009 | Praga            |                                                    |
| Wygrana   | 19-4   | Michael Knaap (17-16-3)         | Decyzja (jednogłośna)                      | 2     | 5:00 | KSW 11: Khalidov vs. Acacio           | 15.05.2009 | Warszawa         |                                                    |
| Wygrana   | 18-4   | Dion Staring (19-4)             | Poddanie (dźwignia na staw łokciowy)       | 2     | 2:53 | KSW 10: Dekalog                       | 12.12.2008 | Warszawa         |                                                    |
| Przegrana | 17-4   | Dragan Tešanović (3-0)          | Decyzja (jednogłośna)                      | 3     | 5:00 | WFC 6 – Relentless                    | 27.09.2008 | Sofia            |                                                    |
| Wygrana   | 17-3   | Andre Reinders (12-6-2)         | KO (uderzenie pięścią)                     | 1     | 3:45 | KSW Extra                             | 13.09.2008 | Dąbrowa Górnicza |                                                    |
| Przegrana | 16-3   | Jan Błachowicz (3-2)            | Poddanie (duszenie trójkątne)              | 2     | 2:54 | KSW 9                                 | 09.05.2008 | Warszawa         | Przegrał w półfinale turnieju KSW 9                |
| Wygrana   | 16-2   | Yusuke Masuda (2-4-2)           | Decyzja (jednogłośna)                      | 2     | 5:00 | KSW 9                                 | 09.05.2008 | Warszawa         | Ćwierćfinał turnieju KSW 9                         |
| Przegrana | 15-2   | Uładzimir Juszko (9-9-2)        | Decyzja (jednogłośna)                      | 2     | 5:00 | KSW 4                                 | 10.09.2005 | Warszawa         | Przegrał w ćwierćfinale turnieju KSW 4             |
| Wygrana   | 15-1   | Krzysztof Kułak (6-3-1)         | Decyzja (jednogłośna)                      | 2     | 5:00 | MMA Sport 2                           | 28.05.2005 | Warszawa         |                                                    |
| Wygrana   | 14-1   | Remigiusz Rostankowski (0-0)    | Poddanie (dźwignia prosta na staw skokowy) | 1     | ?    | Full Contact Challenge                | 07.05.2005 | Gdańsk           | Zwyciężył w finale turnieju Full Contact Challenge |
| Wygrana   | 13-1   | Michał Żukowski (0-0)           | TKO (ciosy pięściami)                      | 1     | ?    | Full Contact Challenge                | 07.05.2005 | Gdańsk           | Półfinał turnieju Full Contact Challenge           |
| Wygrana   | 12-1   | Marek Szumiński (0-0)           | Poddanie (dźwignia na staw łokciowy)       | 1     | ?    | FCC-Full Contact                      | 07.05.2005 | Gdańsk           | Ćwierćfinał turnieju Full Contact Challenge        |
| Przegrana | 11-1   | Jacek Buczko (7-2)              | KO (ciosy pięściami)                       | 1     | ?    | MMA-Sport 1                           | 18.03.2005 | Warszawa         |                                                    |
| Wygrana   | 11-0   | Łukasz Jurkowski (5-1)          | Poddanie (duszenie rękawem judogi)         | 1     | 2:40 | KSW 3                                 | 15.01.2005 | Warszawa         | Zwyciężył w finale turnieju KSW 3                  |
| Wygrana   | 10-0   | Michał Chmielewski (1-0)        | Poddanie (dźwignia na staw łokciowy)       | 1     | 4:28 | KSW 3                                 | 15.01.2005 | Warszawa         | Ćwierćfinał turnieju KSW 3                         |
| Wygrana   | 9-0    | Daniel Zawicki (0-0)            | Poddanie (dźwignia na staw łokciowy)       | 1     | ?    | MMA Polska 7-Finał                    | 18.12.2004 | Warszawa         | Obronił tytuł mistrza Polski w kat. -80 kg         |
| Wygrana   | 8-0    | Łukasz Jurkowski (3-0)          | Poddanie (dźwignia na staw łokciowy)       | 1     | 3:33 | KSW 2                                 | 07.10.2004 | Warszawa         | Zwyciężył w finale turnieju KSW 2                  |
| Wygrana   | 7-0    | Krzysztof Mila (0-0)            | Poddanie (dźwignia na staw łokciowy)       | 2     | 1:22 | KSW 2                                 | 07.10.2004 | Warszawa         | Półfinał turnieju KSW 2                            |
| Wygrana   | 6-0    | Norbert Świerblewski (0-1)      | Poddanie                                   | 1     | ?    | KSW 2                                 | 07.10.2004 | Warszawa         | Ćwierćfinał turnieju KSW 2                         |
| Wygrana   | 5-0    | Adam Majdański (0-0)            | TKO (ciosy pięściami)                      | 1     | ?    | Impact Bełchatów                      | 25.06.2004 | Bełchatów        |                                                    |
| Wygrana   | 4-0    | Łukasz Leś (0-0)                | Poddanie (dźwignia na staw łokciowy)       | ?     | ?    | MMA Polska 5-Eliminacje               | 24.04.2004 | Warszawa         |                                                    |
| Wygrana   | 3-0    | Jarosław Golec (0-0)            | Decyzja                                    | 2     | 5:00 | MMA Polska 3-Finał                    | 13.12.2003 | Warszawa         | Zdobył tytuł mistrza Polski w wadze -80 kg         |
| Wygrana   | 2-0    | Daniel Leś (0-0)                | Poddanie (duszenie gilotynowe)             | 1     | 1:47 | MMA Polska 2-Eliminacje               | 25.10.2003 | Warszawa         | Druga walka eliminacyjna turnieju                  |
| Wygrana   | 1-0    | Michał Kowalski (0-0)           | Decyzja                                    | 2     | 5:00 | MMA Polska 2-Eliminacje               | 25.10.2003 | Warszawa         | Pierwsza walka eliminacyjna turnieju               |

## Przeszłość przestępcza
Chmielewski należał do grupy Krzysztofa M ps. "Bajbus" wchodzącej w skład grupy mokotowskiej. Jako gangster przybrał pseudonim "Antek". Zaangażowany był w napady, rozboje, morderstwa. W sierpniu 2005 r. brał udział w napadzie na dom Kazimierza B. w Puławach, bogatego handlarza walut. Razem z pięcioma innymi przestępcami dokonał rozboju, osobiście krępując gospodarza domu. Przyczynił się tym samym do jego zgonu na miejscu. W trakcie napadu skrępował również 93-letnią matkę Kazimierza B.
5 października 2005 r. razem ze wspólnikami dokonał napadu na hurtownię z kurtkami puchowymi w Szamotach. "Antek" odpowiedzialny był za skrępowanie i pilnowanie ochroniarza obiektu w trakcie napadu.
19 listopada 2005 r. "Antek" brał udział w uroczystości w restauracji Mozart w miejscowości Wólka Kosowska, podczas której upito do nieprzytomności innego gangstera grupy "Bajbusa" – Łukasza W. ps. "Dzik". Chmielewski wywiózł "Dzika" do lasu, gdzie inni członkowie gangu dokonali jego egzekucji.
Pod koniec 2005 r. "Antek" oraz pozostali członkowie gangu zostali aresztowani. Za udział w zabójstwie otrzymał karę pięciu lat więzienia. Jednak ze względu na współpracę z prokuraturą i obciążeniu wspólników, szczególnie lidera gangu "Bajbusa", przedterminowo opuścił więzienie.
Jak sam przyznaje udział w zorganizowanej grupie przestępczej był błędem. Poprzez szkolenia sportowe próbuje wpływać na młode pokolenie aby nie wchodzili w świat przestępczy.